# Đorđe Nikolić
Đorđe Nikolić (Servisch: Ђорђе Николић) (Belgrado, 13 april 1997) is een Servisch professioneel voetballer. 

## Clubcarrière

### FK Jagodina
Nikolić speelde van 2008 tot 2012 in de jeugdopleiding van Rode Ster Belgrado, waarna hij in 2012 vertrok naar Partizan Belgrado. In de winter van 2014 tekende hij een driejarig contract bij FK Jagodina In de eerste speelronde van het seizoen 2015-2016 maakte hij zijn debuut in de wedstrijd tegen FK Mladost Lučani. In zijn eerste seizoen kwam hij tot 19 optredens.

### FC Basel
Op 15 juni 2016 tekende Nikolić een contract tot medio 2020 bij FC Basel, de nummer 1 van de Zwitserse Super League in het voorgaande seizoen. Hij debuteerde voor de club op de 26e speelronde van het seizoen in de wedstrijd tegen FC St. Gallen, gespeeld op 1 april 2017. FC Basel werd dat seizoen landskampioen en won de beker.
Nikolić werd gedurende het seizoen 2017/18 verhuurd aan tweedeklasser FC Schaffhausen om meer speeltijd op te doen. Op 31 december 2017 werd de huurperiode vroegtijdig beëindigd en maakte hij het restant van het seizoen op huurbasis af bij FC Thun.
In 2019 maakte de doelman namens Basel zijn debuut in de UEFA Europa League.

## Interlandcarrière
Nikolić kwam uit voor verschillende Servische jeugdelftallen. In 2016 debuteerde hij voor Jong Servië.

## Erelijst
FC Basel
- Raiffeisen Super League

2017
1 Arslan ·
3 Çiftçi ·
5 Albayrak ·
6 Yiğiter ·
7 Paluli ·
8 Charisis ·
9 Manaj ·
10 Pritchard ·
11 Menig ·
12 Moutoussamy ·
13 Nikolić ·
14 Camara ·
17 Başsan ·
21 Gökay ·
23 Okumuş ·
24 Rodrigues ·
26 Radaković ·
27 Sundberg ·
30 Ciğerci ·
35 Vural ·
41 Sanman ·
43 Yurdcu ·
44 Poungouras ·
46 Böke ·
53 Başyiğit ·
55 Koita ·
58 Erdal  ·
66 Kaya ·
80 Bekiroğlu ·
88 Şeker ·
90 Turgunboev ·
Coach: Çalımbay